# Mikuláš IV. Pálffy z Erdődu
Mikuláš IV. Pálffy z Erdődu (maďarsky Erdődi Pálffy Miklós, německy Nikolaus Pálffy ab Erdőd; 1634 – 8. prosince 1679 Prešpurk) byl uherský šlechtic z rodu Pálffyů.

## Život
Narodil se jako syn Štěpána Pálffyho z Erdődu, prvního hraběte Pálffyho z Erdődu, a jeho manželky hraběnky Evy Zuzany z Puchheimu. 
Mikuláš byl strážcem uherské koruny[kdy?] a rytířem maltézského řádu. 
S Mikulášem je spojena událost se člunem, který byl vystaven u zámku Červený Kameň (Vöröskö), a který se stal podnětem k mnoha legendám, jejichž hrdinou byl Mikuláš nebo jiný člen jeho rodu. Jak popisuje Mathias Bel, měl Mikuláš na této lodi, na deštěm rozvodněném Váhu jako zázrakem vyváznout smrti, a na památku své záchrany dal loď zavěsit před hradební bránou, a v kostele ve Spatze dal postavit několik oltářů.
Mikuláš IV. Pálffy z Erdődu zemřel 8. prosince 1679 v Prešpurku.

### Manželství a potomstvo
Mikuláš IV. Byl ženatý s hraběnkou Marií Eleonorou z Harrachu (1634–1693), dcerou Karla Linharta VII. z Harrachu (1594–1645) a jeho manželky Marie Františky z Eggenbergu († 1679).
Z jejich manželství se narodily dvě dcery, Marie Zuzana († 1699) provdaná Erdődyová a Marie Eleonora (1651 nebo 1654–-1699), provdaná za Maxmiliána Adama z Valdštejna a tři synové Mikuláš, František II. a Jan Bernard. Mikuláš a Jan se stali zakladateli nových hlavních linií rodu Pálffyů, starší (Mikulášovy) a mladší (Janovy). Mikuláš IV. tak byl praotcem všech pozdějších rodových linií.